# Jerzy Wachowski

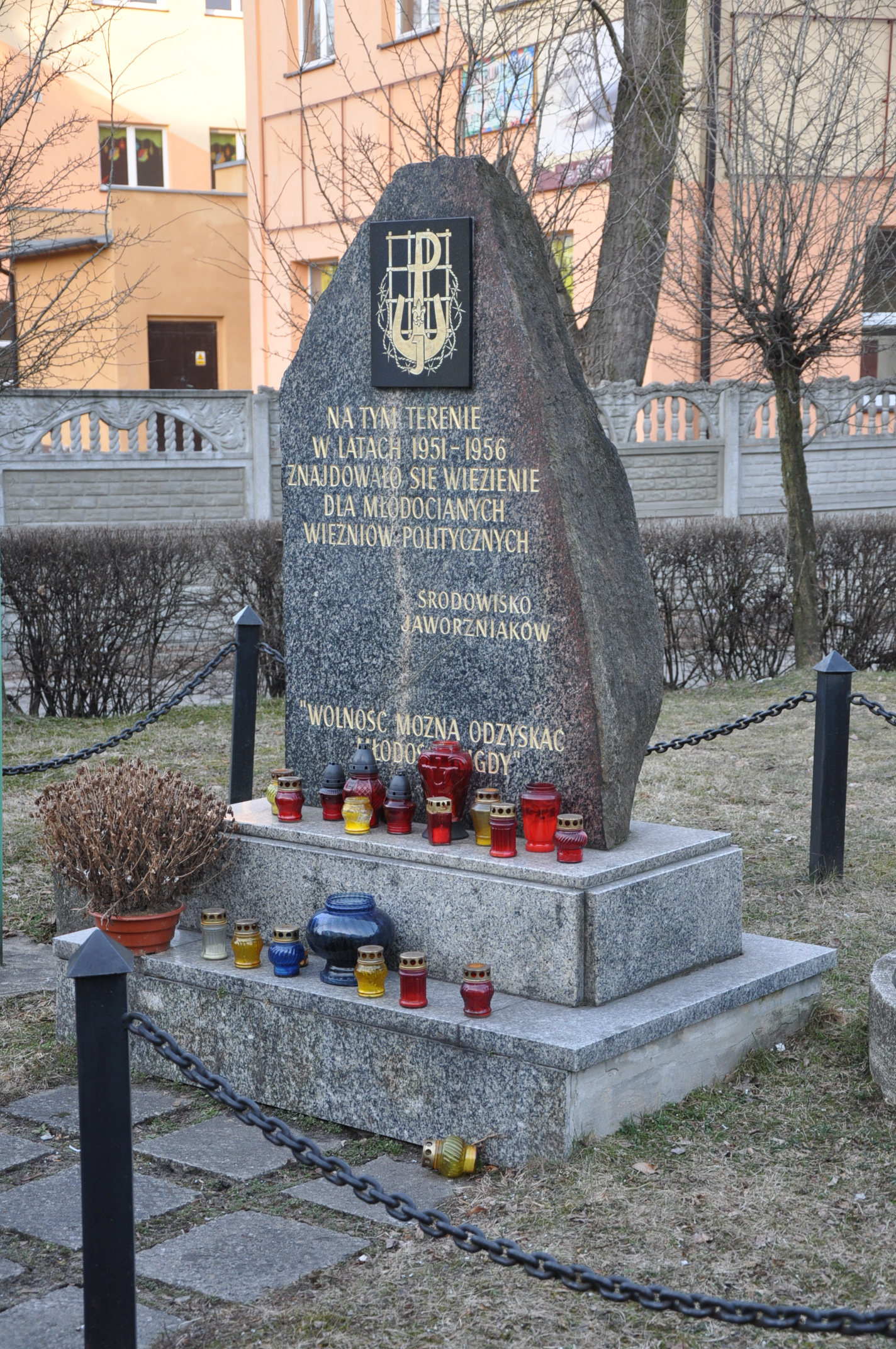
Teren byłego obozu. Pomnik "Jaworzniaków" Związku Młodocianych Więźniów Politycznych Okresu Stalinowskiego (lat 1944–1956).

Jerzy Wachowski (ur. 16 września 1932 w Hrubieszowie, zm. 23 grudnia 2004 w Warszawie) – polski prawnik, więzień polityczny okresu stalinizmu, Jaworzniak.

## Życiorys
Założyciel i  dowódca  młodzieżowej  organizacji  „Polska  Młodzież  Walcząca", działającej w latach 1948–1950 w Hrubieszowie. Aresztowany w 1950 roku i osadzony podczas śledztwa na Zamku w Lublinie. Skazany na 8 lat więzienia. Po wyjściu z więzienia skierowany w ramach poboru wojskowego do pracy w kopalni.
W latach 1992–1993 członek założyciel, a następnie członek pierwszego zarządu Związku Jaworzniaków (Krajowy Związek Młodocianych Więźniów Politycznych lat 1944–1956 Jaworzniacy).
Jerzy Wachowski jest autorem motta Jaworzniaków umieszczonego na wielu pomnikach pamięci młodocianych więźniów okresu stalinizmu w Polsce, w tym także na pomniku przed więzieniem w Jaworznie: Wolność można odzyskać, młodości nigdy.